# Grumman X-29
De Grumman X-29 was een experimenteel ook wel X-vliegtuig waarbij, zoals bij elk van deze vliegtuigen, nieuwe technologie werd uitgetest. Het meest in het oog springend zijn de omgekeerde pijlvleugels en de canards, de kleine horizontale stabilisatoren vóór de vleugels, die van het toestel een eendvliegtuig maken. Doordat daardoor het vliegtuig aerodynamisch instabiel werd, was er gecomputeriseerde fly-by-wiretechnologie nodig. Composiet (materiaal) was nodig om de vleugels de vereiste stijfheid te geven zonder deze te zwaar te laten worden.

## Ontwikkeling
Er zijn twee X-29A's gebouwd door Grumman Aerospace Corporation, de eerste hiervan maakte in 1984 de eerste vlucht.
De toestellen werden ontwikkeld op basis van twee bestaande Northrop F-5 Freedom Fighters: de basis met nummer 63-8372 werd 82-0003; 65-10573 werd 82-0049.
Het gewijzigde basisontwerp was intern bekend als de G-712.
General Electric was met de F-16 Fighting Falcon in eerste instantie ook in de race om een dergelijk toestel te bouwen.
Het testprogramma van de beide toestellen liep over een periode van tien jaar. De X-29A demonstreerde uitstekende controle en manoeuvreerbaarheid met invalshoeken tot 45 graden. Er was tevens een afname van turbulentie. Op 13 december 1985 slaagde een van de toestellen erin supersonisch te vliegen: het eerste toestel met omgekeerde pijlvleugels dat dit heeft bereikt. Eerder was de Junkers Ju 287 het eerste straalvliegtuig met voorwaarts gerichte vleugels.
De configuratie van de vleugels zorgde echter wel voor een zeer instabiel toestel dat alleen kon blijven vliegen met constante correcties door het gecomputeriseerde flight control mechanisme tot wel 40 correcties per seconde. Het systeem maakte gebruik van een overdaad van drie digitale computers aangevuld met drie analoge computers. Elk van deze drie computers was voldoende om het toestel in de lucht te houden maar de overdaad zorgde voor extra beveiliging: mocht een van de systemen een fout maken dan werd deze gecorrigeerd door de overige twee. Men spreekt hier van redundantie.
De kans op een uitval van het gehele systeem werd even groot ingeschat als die bij een conventioneel systeem in een normaal vliegtuig.
De eerst gebouwde X-29 is tentoongesteld in het National Museum of the United States Air Force op de Wright Patterson Air Force Base in Dayton, Ohio; het andere toestel staat in het Dryden Research Center op Edwards Air Force Base. In het National Mall Building van het National Air and Space Museum in Washington D.C. staat een model op ware grootte.

### Aero-elastische overwegingen
Bij een vliegtuig met een omgekeerde pijlstand zorgt de aerodynamische liftkracht voor een draaikracht die de voorzijde van de vleugel omhoog buigt. Hierdoor wordt de invalshoek vergroot met als resultaat dat de vleugel nog meer wordt gedraaid. Deze aero-elastische divergentie kan op deze manier snel leiden tot structurele beschadiging in de vleugel. Met de conventionele, metalen bouw van een vleugel zou deze erg stijf moeten worden om deze krachten te weerstaan en dus erg zwaar; een niet werkbare methode.
Het ontwerp van de X-29 maakte handig gebruik van de anisotrope eigenschappen van het koolstofvezel-composietmateriaal om dit probleem aan te pakken. In plaats van een erg stijve vleugel met het bijbehorende hoge gewicht werd laminair materiaal gebruikt dat tegelijk kan buigen en draaien. Bij het vergroten van de lift boog de voorste vleugelrand omhoog. Ditzelfde gebeurde met de vleugeltip die op zijn beurt de voorste rand weer naar beneden boog. De aerodynamische en composietontwerpen zorgden daardoor dat de divergentie werd geëlimineerd doordat de buigkrachten in evenwicht waren.

### Gerelateerde ontwikkeling
- Northrop F-5

### Vergelijkbare toestellen
- He 162D
- Ju 287
- Soechoj Soe-47